# The Sorrow
The Sorrow – austriacki zespół metalcore'owy. W 2007 roku zadebiutowali albumem Blessings from a blackened sky.

## Muzycy
- Mathias „Mätze” Schlegel – wokal, gitara elektryczna
- Andreas „Andi” Mäser – gitara elektryczna
- Tobias „Tobi” Schedler – gitara basowa, wokal
- Dominik Immler – perkusja

## Dyskografia
- Blessings from a Blackened Sky (27 kwietnia 2007, Drakkar Records)
- Origin of the Storm (27 lutego 2009, Drakkar Records)
- The Sorrow (29 października 2010, Drakkar Records)
- Misery Escape (26 października 2012,  Napalm Records)